# Wyspa Wilkickiego (Morze Wschodniosyberyjskie)
Wyspa Wilkickiego (ros. Oстров Вилькицкого) – rosyjska wyspa na Morzu Wschodniosyberyjskim, w archipelagu Nowosyberyjskim, najbardziej wysunięta na południe w grupie Wysp De Longa.
Wyspa ma powierzchnię 1,5 km² i jest najmniejszą w grupie. Jest także położona poza granicą pokrywy lodowej. Została odkryta w czasie wyprawy polarnej Borysa Wilkickiego w 1913 roku.